# Chartered Financial Analyst
Chartered Financial Analyst (CFA) (дословно переводится как «сертифицированный финансовый аналитик») — международный профессиональный сертификат, выдаваемый CFA Institute (прежнее наименование Association for Investment Management and Research или AIMR) финансовым аналитикам, которые успешно сдали экзамены и удовлетворяют требованиям по образованию и опыту работы. Считается самым престижным финансовым сертификатом в мире финансов и инвестиций. Для того, чтобы стать «CFA Charterholder» кандидат должен успешно сдать экзамены трех уровней (по очереди) и иметь 36 месяцев опыта работы, связанной с принятием инвестиционных решений. CFA Curriculum — основной учебник для подготовки ко всем трем уровням экзамена покрывает большой спектр тем: микро и макро экономику, финансовый анализ, анализ акций, облигаций и деривативов, альтернативные инвестиции, управление портфелем, корпоративные финансы, слияния и поглощения, а также этику.
По состоянию на март 2022 года в мире насчитывается около 125 000 «CFA Charterholder», которые работают в 160 странах. В России по состоянию на 2010 год насчитывалось 320 «CFA Charterholder».

## История
Предшественник CFA Institute, Financial Analysts Federation или FAF, была основана в 1947 году как объединение профессионалов в области инвестирования. FAF основала Institute of Chartered Financial Analysts в 1962 году. Самые ранние обладатели сертификатов CFA получили их только благодаря опыту работы, однако позднее были установлены серия из трех экзаменов и требование иметь практический опыт в течение нескольких лет перед их сдачей. В 1990 году, в попытке повысить общественное признание сертификата, CFA Institute объединилась с FAF и Institute of Chartered Financial Analysts.
Экзамен CFA впервые был проведен в 1963 году в США и Канаде, но с течением времени распространился по всему миру. К 2003 году менее половины кандидатов в программе CFA проживали в США и Канаде, большинство из оставшихся кандидатов проживало в Азии и Европе. Количество обладателей сертификатов в Китае и Индии за 2005—2006 годы увеличилось на 25 % и 53 % соответственно

## Экзамены CFA
Экзамены проводятся одновременно по всему миру на английском языке. Экзамен 1-го уровня проводится два раза в год — в июне и декабре. Экзамены 2-го и 3-го уровней — один раз в год. Среднее время на подготовку к каждому экзамену составляет около 300 активных часов.
За экзамен выставляется две оценки «сдал» или «не сдал». Не сдав экзамен, кандидат может записаться на следующую попытку (через полгода для 1-го уровня и через год для 2-го и 3-го уровней). Ранее CFA Institute выделял не более 7 лет на прохождение всей программы. Если кандидат не успевал сдать все экзамены за это время, то все его предыдущие результаты сгорали и ему необходимо было начинать сначала.
На постсоветском пространстве июньские экзамены принимаются в Киеве, Баку, Алматы и Риге, а декабрьские экзамены — в Алматы. До 2022 года июньские и декабрьские экзамены также принимались в Москве.
Успешная сдача экзаменов — довольно сложная задача. Об этом свидетельствуют данные о доле успешно сдавших экзамены за 2002—2018 г.:
| Год                     | Уровень I | Уровень II | Уровень III |
| ----------------------- | --------- | ---------- | ----------- |
| 2018                    | 43 %/45%  | 45 %       | 56 %        |
| 2017                    | 43 %/43%  | 47 %       | 54 %        |
| 2016                    | 43 %/43%  | 46 %       | 54 %        |
| 2015                    | 42 %/43%  | 46 %       | 53 %        |
| 2014                    | 42 %/44%  | 46 %       | 54 %        |
| 2013                    | 38 %/43%  | 43 %       | 49 %        |
| 2012                    | 38 %/37%  | 42 %       | 52 %        |
| 2011                    | 39 %/38%  | 43 %       | 51 %        |
| 2010                    | 42 %/36%  | 39 %       | 46 %        |
| 2009                    | 46 %/34%  | 41 %       | 49 %        |
| 2008                    | 35 %      | 46 %       | 53 %        |
| 2007                    | 40 %      | 40 %       | 50 %        |
| 2006                    | 40 %      | 48 %       | 76 %        |
| 2005                    | 36 %      | 56 %       | 55 %        |
| 2004                    | 34 %      | 32 %       | 64 %        |
| 2003                    | 42 %      | 47 %       | 68 %        |
| 2002                    | 44 %      | 47 %       | 58 %        |
| Среднее за 2008—2017 г. | 40 %      | 44,0 %     | 52 %        |

По состоянию на март 2022 года стоимость участия в программе (единоразовый вступительный взнос) составляла $450, плата за участие в экзамене каждого уровня — $700 при ранней регистрации и $1000 при стандартной регистрации (за каждый экзамен). Начиная с экзаменов в феврале 2023 года стоимость увеличивается до $900 для ранней и $1200 для стандартной регистрации. При этом стоимость вступительного взноса будет снижена до $350.

## Учебники для подготовки к экзамену
- 2022 CFA Program Curriculum Level I[10]
- Schweser CFA Level 1[11]
- Wiley CFA Level 1[12]
- Wiley 11th Hour Guide[13]
- CFA Level 1 Calculation Workbook[14]